# Station Southwick
Southwick is een spoorwegstation van National Rail in Adur in Engeland. Het station is eigendom van Network Rail en wordt beheerd door Southern. Het station is geopend in 1840.